# Petőfibánya
Petőfibánya è un comune dell'Ungheria di 3.118 abitanti (dati 2001). È situato nella contea di Heves a 15 km da Hatvan non lontano dal fiume Zagyva.

## Storia
Il comune è stato pianificato tra il 1945 e il 1965 a causa di una miniera di lignite aperta nel 1942. In origine si chiamava Pernyebánya per poi assumere il nome attuale nel 1948. "Bánya" in ungherese significa miniera.
La miniera fu gestita dalla Compagnia Mineraria Petőfi che costruì una centrale elettrica presso Lőrinci. Fino al 1989 Petőfibánya faceva parte di questo comune.
Le case, costruite tra gli anni 50 e 60, erano nel classico stile socialista dell'epoca. La chiusura della miniera a metà degli anni 60 fermò lo sviluppo del comune. A seguito della caduta del regime comunista, la disoccupazione arrivò al 30% con la conseguente emigrazione.